# شعوان جبارين
شعوان راتب عبد الله جبارين (ولد عام 1960 في سعير) هو المدير العام لمؤسسة الحق، وهي منظمة فلسطينية لحقوق الإنسان في الضفة الغربية. وفي الفترة من 2005 إلى 2009، كان جبارين عضوًا في مجلس إدارة الحركة الدولية للدفاع عن الأطفال – فلسطين، وهي القسم الوطني للحركة الدولية للدفاع عن الأطفال ومقرها جنيف، وهي منظمة غير حكومية تأسست عام 1979.
يحظى باحترام ناشط حقوق الإنسان من قبل هيومن رايتس ووتش ومنظمة العفو الدولية ومختلف مجموعات حقوق الإنسان الفلسطينية، وأدانته العديد من المنظمات الإسرائيلية وغيرها، وقد وُصِف جبارين بأنه "ناشط بالنسبة للبعض، وإرهابي بالنسبة للآخرين". بينما فاز بالعديد من جوائز حقوق الإنسان وساهم في مجلات مثل السياسة الخارجية، وصفته المحكمة العليا الإسرائيلية بأنه "ناشط كبير" للجبهة الشعبية لتحرير فلسطين. مُنع جبارين من دخول الأردن لأسباب أمنية، ومنعته إسرائيل من السفر الدولي بين عامي 2006 و2013.

## النشأة والتعليم
ولد جبارين عام 1960 في قرية سعير في محافظة الخليل. وكانت عائلته من المزارعين في الضفة الغربية. عندما كان شابا، تعرض للاعتقال الإداري والاستجواب من قبل السلطات الإسرائيلية.
درس علم الاجتماع في جامعة بيرزيت في الثمانينيات، حيث كان ينتمي إلى مجموعة طلابية مرتبطة بالجبهة الشعبية لتحرير فلسطين. درس جبارين فيما بعد القانون في أيرلندا. تخرج من المركز الأيرلندي لحقوق الإنسان، جامعة غالواي، حيث أكمل درجة البكالوريوس في الحقوق. برنامج ماجستير القانون في 2004-2005 من خلال منحة من برنامج المعونة الأيرلندية التابع لوزارة الخارجية الأيرلندية.

## حياة مهنية

### الحق
بدأ جبارين العمل التطوعي مع مؤسسة الحق عندما كان طالباً في جامعة بيرزيت. التحق بمؤسسة الحق كباحث ميداني عام 1987. أصبح مديرا لها في عام 2006. مكتبه في رام الله.
وتحت قيادته، وفقاً لأحد المصادر، "حوّل طاقم مؤسسة الحق المؤلف من باحثين فلسطينيين وأجانب بحثهم عن الإنصاف القانوني من المحاكم العسكرية والمدنية الإسرائيلية إلى أماكن أجنبية"، في ممارسة ما يشار إليه باسم "الحرب القانونية".

### موقف هيومن رايتس ووتش والجدل
في فبراير 2011، عين جبارين من قبل منظمة هيومن رايتس ووتش في مجلسها الاستشاري الذي يشرف على إعداد التقارير حول الشؤون العربية الإسرائيلية. قال روبرت بيرنشتاين، الرئيس المؤسس والرئيس الفخري لمنظمة هيومن رايتس ووتش، لصحيفة ديلي بيست:
"أنا بالطبع مصدوم، لكني أشعر بحزن أكبر لأن منظمة مكرسة لسيادة القانون تبدو وكأنها تقوضها عمدًا". وقال برنشتاين إن هيومن رايتس ووتش فعلت "الشيء الخطأ" وأنه "كان بإمكانها تعيين أشخاص آخرين في مجلس الإدارة لم يكونوا ليسببوا لهم هذه المشكلة".
وقد وصف ستيوارت روبينويتز، المحامي الذي قاد ثلاث بعثات لتقصي الحقائق في مجال حقوق الإنسان لصالح هيومن رايتس ووتش ونقابة المحامين الأمريكية، بأنه "يشعر بالأسى لأن التعيين يبدو أنه تم دون الكشف عن جميع الحقائق من قبل اثنين من المديرين التنفيذيين في هيومن رايتس ووتش، الشرق الأوسط". ومديرة شمال أفريقيا لمنظمة هيومن رايتس ووتش، سارة ليا ويتسن، والمدير التنفيذي كين روث. اشتكت روبينويتز من أن "ويتسون ذكرت في مداخلتها المكتوبة أن جبارين لم يكن له أي ارتباط منذ الجبهة الشعبية لتحرير فلسطين منذ عام 1987، متجاهلة بذلك الإجراءات المتخذة ضده من قبل سلطات الأمن الإسرائيلية والأردنية في عامي 2005 و2006، ومن قبل المحكمة العليا الإسرائيلية في أعوام 2007 و2008 و2009". وتساءلت روبينويتز: "لماذا لم تخبر السيدة ويتسون والسيد روث مجلس الإدارة عن آراء المحكمة في يناير/كانون الثاني 2011، عندما كانوا يطلبون من مجلس الإدارة الموافقة على السيد جبارين؟" واتهم ويتسون وروث "بالسلوك المضلل"، قائلا إنهما "وضعا نفسيهما فوق القانون بافتراض أنهما قادران على تجاهل المحكمة العليا الإسرائيلية، التي تعد واحدة من الهيئات القضائية الأكثر احتراما في العالم"، وأطلق عليها اسم حادثة جبارين".جزء من نمط سلوك يلقي بظلال من الشك على قدرة السيد روث والسيدة ويتسن على التعامل مع المسائل التي تؤثر على إسرائيل بطريقة متوازنة وموضوعية". وكتب روبينويتز: "في عام 2006، منعت الأردن الجبارين من الدخول لأسباب أمنية. هل يمتلك موظفو هيومن رايتس ووتش معلومات أكثر موثوقية عن الجبارين من المحكمة العليا وأجهزة الأمن في الأردن وإسرائيل؟".
وفيما يتعلق بتعيين جبارين في هيومن رايتس ووتش، أشار السير هارولد إيفانز إلى أن "المحكمة العليا في إسرائيل تقول إن شعوان جبارين يعيش حياة مزدوجة، كناشط في مجال حقوق الإنسان ولديه أيضًا ارتباط سري مع منظمة إرهابية. وتقول هيومن رايتس ووتش إنه يقوم بعمل لا يقدر بثمن من أجل السلام". لكن رئيسها المؤسس وآخرين يعتبرون تعيين جبارين صادما”.
وقال جيرالد شتاينبرغ، رئيس منظمة مراقبة المنظمات غير الحكومية ومقرها القدس، إن تعيين جبارين في مجلس إدارة هيومن رايتس ووتش "ينهي أي واجهة مفادها أن هيومن رايتس ووتش منظمة "مراقبة" أخلاقية". وقال إن التعيين "أكمل تحول هيومن رايتس ووتش من هيئة مراقبة حقوق الإنسان إلى مجموعة متطرفة تدعو إلى التحريض". واتهم شتاينبرغ جبارين باستخدام "لغة حقوق الإنسان لقيادة حملات نزع الشرعية التي تستهدف إسرائيل" واتهم هيومن رايتس ووتش "بإساءة استخدام حقوق الإنسان كواجهة للأيديولوجية المتطرفة". وقال إن "هيومن رايتس ووتش تعمل مع جبارين ومؤسسة الحق بشكل غير رسمي لفترة طويلة، لكن التعيين الرسمي هو مثال على تجنيد المدير التنفيذي لـ هيومن رايتس ووتش كين روث وقسم الشرق الأوسط وشمال أفريقيا في المنظمة". حملة نزع الشرعية واسعة النطاق التي تجري ضد إسرائيل".
وقالت جنيفر روبين من صحيفة واشنطن بوست في فبراير 2011 إن تعيين جبارين في مجلس إدارة هيومن رايتس ووتش يعكس "التراجع المستمر للمنظمة. هذا التعيين هو صفعة على الوجه من المدير التنفيذي لمنظمة هيومن رايتس ووتش كين روث ورئيس مجلس الإدارة جيمس هوج لضحايا الإرهاب". والإسرائيليين واليهود وغيرهم ممن يسعون إلى دعم حقوق الإنسان العالمية". كما وصف روبن التعيين بأنه "الأحدث من بين العديد من الإخفاقات الأخلاقية والفضائح والتحيزات التي كشفت عن هيومن رايتس ووتش كمنظمة مناصرة سياسية".
رداً على الانتقادات الموجهة إلى تعيين هيومن رايتس ووتش جبارين في مجلس إدارتها في الشرق الأوسط، وصف مدير برامج هيومن رايتس ووتش، إيان ليفين، اتهامات المحكمة العليا بأنها "غريبة ومضللة" وأصر على أن جبارين كان "السبب في أن الطغاة في الشرق الأوسط يرتجفون الآن". في أحذيتهم". أثار وصفه للجبارين بأنه "أحد الأصوات الفلسطينية الرائدة التي تدين.. التفجيرات الانتحارية والهجمات الصاروخية ضد المدنيين الإسرائيليين" انتقادات. علقت آن هيرتزبيرغ، على سبيل المثال: "لقد كنت شخصياً أراقب مؤسسة الحق منظمة جبارين غير الحكومية وجبارين منذ ما يقرب من 5 سنوات. ولم أر قط أي دليل يدين التفجيرات الانتحارية أو الهجمات الصاروخية. ووافق روبرت برنشتاين على، قائلاً إنه بحث دون جدوى عن أدلة تدعم ادعاء ليفين.

### تقرير غولدستون والجدل
في نقد عام 2009 لتقرير غولدستون لصحيفة الغارديان، ركز دان كوسكي على اعتماد التقرير على شهادة فيديو لجبارين، الذي قال كوسكي إن مساهماته "طغت عليها الأدلة التي تشير إلى أنه" من بين كبار الناشطين في منظمة الجبهة الشعبية الإرهابية". وبينما أشار التقرير إلى مزاعم مؤسسة الحق "30 مرة على الأقل"، فإنه لم يذكر خلفيته الإرهابية.

## الأنشطة المهنية الأخرى
شارك في برنامج مدته أربعة أشهر حول الدفاع عن حقوق الإنسان في جامعة كولومبيا في عام 2001.
في مايو 2013، انتخب جبارين نائبًا لرئيس الفيدرالية الدولية لحقوق الإنسان (FIDH)، وهي منظمة غير حكومية دولية مستقلة مقرها في فرنسا. كما انتخب جبارين مفوضا للجنة الحقوقيين الدولية. وفي أغسطس 2016، انتخب جبارين أمينًا عامًا للفدرالية الدولية لحقوق الإنسان.
شارك جبارين في فعالية بعنوان "فلسطين وإسرائيل والقانون الدولي: المحكمة الجنائية الدولية وما بعدها" في 11 أكتوبر 2013 في كلية ترينيتي في دبلن.

## الاعتقالات والسجون
وأدين جبارين عام 1985 بتجنيد وتدريب أعضاء الجبهة الشعبية لتحرير فلسطين خارج إسرائيل وقضى تسعة أشهر من حكم بالسجن لمدة 24 شهرا. أمضى ست سنوات في السجون الإسرائيلية دون تهمة أو محاكمة خلال الثمانينيات والتسعينيات.
في أواخر تشرين الأول (أكتوبر) 1989، تحطمت نوافذ منزل جبارين وحطم الباب الأمامي. وبعد بضعة أيام، في 10 أكتوبر/تشرين الأول 1989، طرق الجنود الإسرائيليون باب منزل جبارين بالقرب من الخليل وأخذوه بعيداً. ويُزعم أنهم عصبوا عينيه وكبلوا يديه، ووضعوا قطعة قماش في فمه، وأحرقوه بالسجائر في أذنه ويديه. ويُزعم أن أحدهم أجبره على النزول على أرضية الحمام وداس بحذاء عسكري على رأسه وصدره ويديه، ونقل إلى مستشفى هداسا في القدس لفحصه، حيث ورد أن الطبيب قال إنه أصيب على رأسه وأنه يتنفس. الصعوبات.
وأشار بيان إسرائيلي للأمم المتحدة عام 1994 إلى أن جبارين “لم يتوقف عن مشاركته الإرهابية ويحتفظ بمنصبه في قيادة الجبهة الشعبية لتحرير فلسطين”. وفي يونيو/حزيران 2007، أصدرت المحكمة العليا الإسرائيلية قراراً وصف جبارين بأنه "دكتور جيكل والسيد هايد"، وهو ناشط في مجال حقوق الإنسان في النهار وإرهابي في الليل.
وقال جبارين: "لقد فقد عدد المرات التي اعتقلته فيها السلطات الإسرائيلية واحتجزته. وقدر أنه قضى ثماني سنوات تراكمية في الاعتقال الإداري وادعى أنه تعرض للضرب في مناسبات عديدة". وفي أغسطس/آب 1990، اعتمدت منظمة العفو الدولية جبارين باعتباره سجين رأي. وفي نوفمبر/تشرين الثاني 1994، أعلن فريق الأمم المتحدة العامل المعني بالاحتجاز التعسفي أن احتجازه كان تعسفياً.

## حظر السفر
وقد رفضت إسرائيل والأردن منح جبارين تأشيرات الخروج في عدة مناسبات بسبب علاقاته المزعومة مع الجماعة الإرهابية "الجبهة الشعبية لتحرير فلسطين". وفرضت إسرائيل حظرا على السفر على جبارين في عام 2006، بعد تعيينه مديرا لمؤسسة الحق. واستشهدت إسرائيل "بأدلة سرية" تشير إلى أنه لا يزال متورطا مع الجبهة الشعبية لتحرير فلسطين. وقد أدانت منظمة العفو الدولية، وبتسيلم، وهيومن رايتس ووتش، حظر السفر، ورفضت جميعها ادعاءات إسرائيل بأن الحظر مبني على اعتبارات "أمنية".
وعندما قدم جبارين التماسا إلى المحكمة العليا الإسرائيلية في عام 2008 لرفع حظر السفر، أوضحت المحكمة أنها لا تستطيع عرض الأدلة ضده لمحاميه، لكنها أصرت على أنها "معلومات موثوقة مفادها أن مقدم الالتماس هو من بين كبار نشطاء إسرائيل". منظمة الجبهة الشعبية الإرهابية" وأن "إفشاء هذه المادة لصاحبة البلاغ ينطوي على كشف مصادر مهمة للمعلومات، وبالتالي الإضرار بالأمن القومي". وصفت منظمة عدالة لحقوق الإنسان أن حظر السفر "يستند إلى معلومات سرية" أمر "مثير للقلق". ووصف "عدالة" ذلك بأنه يقوض الإجراءات القانونية الواجبة.
اقتبس محامي جبارين، في جلسات الاستماع الخاصة بحظر سفره عام 2008، مايكل سفارد، الجملة الافتتاحية لكتاب فرانز كافكا " المحاكمة في المحكمة": "لا بد أن شخصًا ما قد افتراء على جوزيف ك.، ففي صباح أحد الأيام، دون أن يرتكب أي خطأ حقيقي، قبض عليه".
وطلبت الحكومة الهولندية من إسرائيل في عام 2009 رفع حظر السفر عن جبارين حتى يتمكن من السفر إلى هولندا لقبول جائزة جوزينبنينغ الهولندية للمدافعين عن حقوق الإنسان. وفي 12 فبراير/شباط 2009، رفضت المحكمة العليا الإسرائيلية طلب جبارين مغادرة البلاد للمشاركة في حفل توزيع الجوائز. وعندما نظرت المحكمة في القضية للمرة الثالثة في مارس/آذار 2009، وعقدت جلستين في 5 و9 مارس/آذار وأصدرت حكماً ضد جبارين في 10 مارس/آذار، قالت إنها سعت مرتين من قبل إلى "حل مبتكر" من شأنه أن يسمح لجبارين بمحاكمة عادلة. درجة حرية الحركة، لكنها خلصت إلى: “وجدنا أن المواد التي تشير إلى تورط الملتمس في نشاط كيانات إرهابية هي مادة ملموسة وموثوقة. ووجدنا أيضًا أنه تمت إضافة مواد سلبية إضافية تتعلق بصاحب الالتماس حتى بعد رفض التماسه السابق.
وبينما أيدت المحكمة حظر السفر، فقد أكدت أنه لم يكن المقصود منه أن يكون "عقابًا" على النشاط غير القانوني، بل كإجراء أمني. وقالت المتحدثة باسم المحكمة، أييليت فيلو، إن لديها “أدلة حقيقية” على أن جبارين “متورط مع جماعات إرهابية”. وقد عُقدت الجلستان جزئيًا بحضور القضاة الثلاثة والمدعي العام وأعضاء جهاز الأمن العام الإسرائيلي فقط. وأعربت فرونت لاين ديفندرز عن قلقها بشأن حظر السفر، مشيرة إلى أنه سُمح لجبارين بمغادرة الضفة الغربية ثماني مرات بين عام 1999 وشباط/فبراير 2006، قبل أن يصبح مديرا عاما لمؤسسة الحق.
في مارس 2009، أصدرت هيومن رايتس ووتش بيانًا صحفيًا يعارض حظر السفر، ردًا عليه احتج نائب رئيس هيومن رايتس ووتش، المنتج السينمائي سيد شينبرغ، على فشل هيومن رايتس ووتش في الإشارة في البيان الصحفي إلى أحكام المحكمة العليا الإسرائيلية ضد جبارين. في رسالة بالبريد الإلكتروني بتاريخ 17 مارس/آذار 2009 إلى مسؤولي هيومن رايتس ووتش، كتب شينبرغ أن البيان الصحفي "مضلل بسبب إغفال مهم، وبالتالي غير دقيق بشكل جذري".
وفي 28 مارس 2010، منعت قوات الاحتلال الإسرائيلي جبارين من مغادرة الأراضي الفلسطينية. وكان يعتزم السفر إلى القاهرة لحضور اجتماع حول حقوق الإنسان في مركز القاهرة لحقوق الإنسان. واحتُجز على جسر اللنبي لمدة ساعتين قبل أن يُقال له إنه لا يستطيع مغادرة المناطق.
ولم يُسمح له بالسفر إلى أيرلندا في نوفمبر/تشرين الثاني 2010 لاستلام جائزته من المركز الأيرلندي أو حقوق الإنسان.
وفي 28 تشرين الثاني/نوفمبر 2011، منعت السلطات الإسرائيلية الجبارين من عبور جسر اللنبي/الملك الحسين إلى الأردن. وكان جبارين يعتزم الذهاب إلى الدنمارك لتسلم جائزة حقوق الإنسان من مؤسسة بول لوريتزن للسلام، وإلى نيويورك لحضور اجتماع مجلس إدارة هيومن رايتس ووتش، وإلى بروكسل للمشاركة في منتدى الاتحاد الأوروبي والمنظمات غير الحكومية حول حقوق الإنسان. وانتقدت سارة ليا ويتسن، مديرة قسم الشرق الأوسط في منظمة هيومن رايتس ووتش، التمسك بحظر السفر، وأثنت على جبارين "لعمله الشجاع".
وذكرت الانتفاضة الإلكترونية في فبراير 2012 أنه سيتم السماح لجبارين بالسفر إلى جنيف للقاء فرانك لا رو، مقرر الأمم المتحدة الخاص المعني بحرية التعبير. لكن حظر السفر سيظل قائما.
وفي رسالة شكر فيها أعضاء منظمة العفو الدولية على حملتهم من أجله، كتب شعوان جبارين: "بينما أستعد للمغادرة إلى جنيف، تراودني أفكار ومشاعر متضاربة كثيرة. أنا سعيد لأنني، ولو بشكل مؤقت، استعدت حريتي في السفر. ومع ذلك، أشعر بالفزع بسبب فكرة أن العديد من الآخرين ما زالوا يتعرضون لسحق حرياتهم".
في مارس/آذار 2012، سُمح للجبارين بالسفر إلى جنيف للقاء فرانك لا رو، مقرر الأمم المتحدة الخاص المعني بحرية التعبير. في مقابلة أجريت في مارس 2012 في جنيف مع أدري نيوهوف من الانتفاضة الإلكترونية، قال جبارين إن وجودي في تلك المدينة "يعيد تنشيطي، ويعزز إيمان الشعب الفلسطيني والحق في الدفاع عنه بقوة. أنا في النضال من أجل حقوق الناس". إنها هذه الزيارة بمثابة دفعة لي للقيام بالمزيد والمزيد".
أصدرت هيومن رايتس ووتش ومنظمة العفو الدولية بيانا في 2 مارس/آذار 2012، دعت فيه إسرائيل، التي سمحت لجبارين بالسفر إلى جنيف، إلى إلغاء حظر السفر بالكامل. وقالوا إنه "إذا رأت السلطات أنه لا يوجد أي خطر أمني في سفر جبارين للقاء المقرر الخاص فرانك لارو اليوم، فمن الصعب أن نفهم سبب بقاء حظر السفر قائماً على الإطلاق، خاصة في غياب أي تحرك عام". الأدلة التي تبرر ذلك".
وسُمح له بالسفر مرة أخرى في عام 2013، عندما ذهب إلى أيرلندا. واحتج سفير إسرائيل لدى إيطاليا عندما دعت لورا بولدريني جبارين للإدلاء بشهادته حول انتهاكات حقوق الإنسان أمام مجلس النواب بالبرلمان الإيطالي في ديسمبر 2021. كما أعرب ممثلو حزب رابطة الشمال اليميني وحزب فورزا إيطاليا عن شكاوى بشأن وجوده والتأكيدات على أنه إرهابي.

## الآراء

### وجهات نظر عامة عن إسرائيل والاحتلال
وقال جبارين إن الإسرائيليين "ليس لديهم السلام على أجندتهم. وإذا كان السلام على أجندتهم، فإن لديهم تفسيرهم الخاص. إسرائيل تقتل الفلسطينيين كل يوم، وتدفع السلام بعيدًا. لقد قتلت إسرائيل أي فرصة للسلام الحقيقي، متجاهلة الفلسطينيين تمامًا". بالنسبة لهم، الفلسطينيون ليسوا شعبًا له حقوق". وادعى أن المستوطنين الإسرائيليين، حتى جيل الشباب، لا يظهرون الكراهية فحسب، بل يظهرونها بطريقة عدوانية للغاية. وقال إنه يتوقع "انفجاراً قادماً" سيكون فيه المستوطنون "اللاعبين الرئيسيين"، وادعى أنه يشعر بالقلق من وقوع مذبحة واسعة النطاق ضد الفلسطينيين.
ووصف المعاملة الإسرائيلية للفلسطينيين بأنها متجذرة في "عقلية العقاب"، واشتكى من أنه "يتعين على السجناء خلع ملابسهم أثناء تفتيش الغرف، وتقوم سلطات السجن بنقل السجناء وعزلهم لسنوات. هو تعذيب نفسي".
قال في أغسطس 2013 إنه شعر أن وضع حقوق الإنسان للفلسطينيين كان سيئًا "تفاقم".“هناك المزيد من مصادرة الأراضي؛ حرية الحركة مقيدة بشكل أكبر. هناك المزيد من تدمير الممتلكات، مثل هدم المنازل. لقد فقد الشعب، أكثر من أي وقت مضى، الأمل في العيش بسلام مع الإسرائيليين. لقد تدهور الوضع الاقتصادي. كل شيء تدهور. في السابق كنا نغلق الطرق وليس الإسرائيليين. كنا نذهب إلى غزة بحرية. كنا من قبل ننظر إلى المستوطنات الإسرائيلية على أنها مناطق معزولة. واليوم هم في كل مكان".
لقد قال إن النظام القانوني الإسرائيلي "لا يعمل عندما يتعلق الأمر بالفلسطينيين"، وبالتالي فهو لا يستخدمه إلا في "حالات انتقائية".
وخلافا للادعاءات القائلة بأن إسرائيل هي وحدها موضع الإدانة في الأمم المتحدة، قال جبارين إن المجتمع الدولي يعامل إسرائيل بشكل أفضل من الدول الأخرى".لو كانت إسرائيل هي إيران، أنا متأكد من أنهم سيتدخلون" لمساعدة الفلسطينيين".سيفعلون ذلك منذ اليوم الأول. لو كانت إسرائيل في مكان ليبيا أو مصر أو أي مكان آخر، لقالوا: "هذه حقوق الإنسان. وهذا التزامنا"".